# Jucht (Windeck)
Jucht ist ein Ortsteil der Gemeinde Windeck in Nordrhein-Westfalen.

## Lage
Der Weiler liegt mit dem nördlicheren Örtchen Hönrath in Alleinlage auf dem Nutscheid.

## Geschichte
Jucht gehörte 1830 bereits zum Kirchspiel Dattenfeld und zur Gemeinde Dattenfeld.
1845 hatte der Weiler neun Einwohner in einem Haus.
1885 hatte Jucht elf Bewohner in dem Haus.